# Petit-duc de Horsfield
Otus lempiji
Espèce
Statut de conservation UICN

 LC  : Préoccupation mineure
Statut CITES
Le Petit-duc de Horsfield (Otus lempiji) est une espèce d'oiseaux de la famille des Strigidae; les hiboux. Elle est parfois considérée comme une sous-espèce du Petit-duc indien (O. bakkamoena).

## Répartition
Cette espèce vit sur la péninsule Malaise et quelques îles voisines.

## Sous-espèces
D'après la classification de référence (version 14.1, 2024) de l'Union internationale des ornithologues, le Petit-duc de Horsfield possède 3 sous-espèces (ordre philogénique) :
- Otus lempiji lempiji (Horsfield, 1821) ;
- Otus lempiji kangeanus Mayr, 1938 ;
- Otus lempiji lemurum Deignan, 1957.